# Piia Pyykkinen
Piia Pyykkinen (ur. 2 kwietnia 1991 w Saarijärvi) – fińska lekkoatletka specjalizująca się w rzucie oszczepem. 
Bez powodzenia startowała w 2011 roku na młodzieżowych mistrzostwach Europy w Ostrawie.
Reprezentantka Finlandii w meczach międzypaństwowych oraz medalistka mistrzostw kraju (ma w dorobku jeden brąz – Lahti 2012). 
Jej trenerem jest Kimmo Kinnunen – mistrz świata w rzucie oszczepem z 1991 roku. 
Rekord życiowy: 53,77 (27 czerwca 2013, Pihtipudas). 

## Osiągnięcia
| Rok  | Impreza                        | Miejsce | Lokata            | Wynik |
| ---- | ------------------------------ | ------- | ----------------- | ----- |
| 2011 | Młodzieżowe mistrzostwa Europy | Ostrawa | el. – 19. miejsce | 48,94 |
| 2013 | Młodzieżowe mistrzostwa Europy | Tampere | 8. miejsce        | 51,74 |